# Военно-исторический музей Черноморского флота
Музе́й Черномо́рского фло́та Росси́и — военно-исторический музей в городе Севастополе, с 2020 года — филиал Центрального военно-морского музея имени императора Петра Великого.

## История

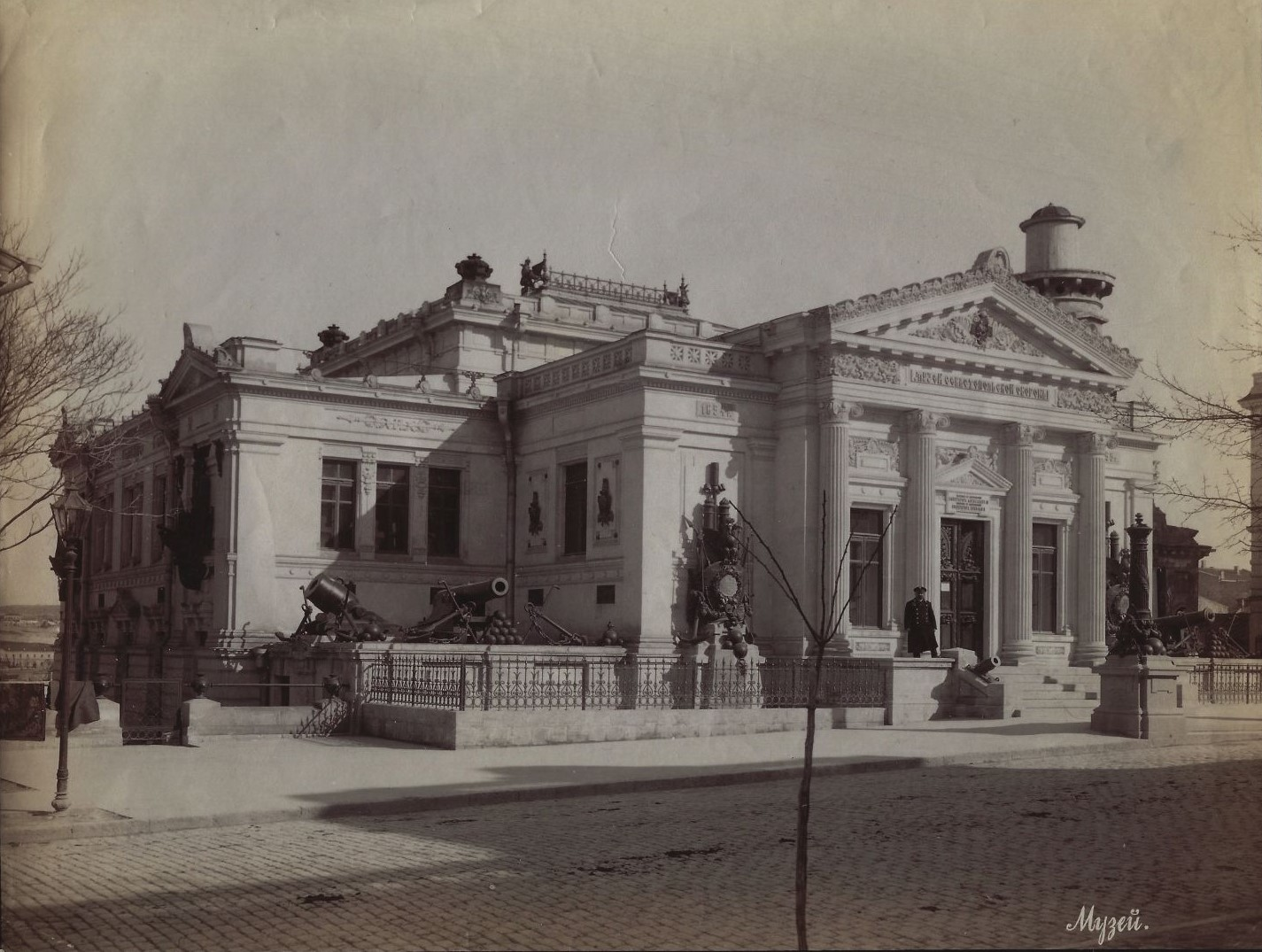
Музей Севастопольской обороны. Конец XIX века.

Музей Черноморского флота в Севастополе ведёт своё начало от Музея Севастопольской обороны 1854–1855 гг. Музей был основан по инициативе участников обороны Севастополя и при покровительстве императора Александра II. Открылся музей 14 сентября (по старому стилю) 1869 года на ул. Екатерининской в 5 комнатах в доме одного из руководителей первой обороны Севастополя генерала Э. И. Тотлебена. Комитет по сбору средств на открытие музея возглавлял редактор военной газеты «Русский инвалид», генерал-лейтенант П. К. Меньков.
1 декабря 1869 года российский император Александр II издал указ о передаче «на всегдашние времена» севастопольскому музею имения в деревне Эмир Таврической губернии Бердянского уезда площадью 1936 десятин. Это давало музею дальнейшее финансовое обеспечение. Патроном музея и находившихся в его ведении благотворительных учреждений стал великий князь Александр Михайлович. При музее в 1874 году были построены приют для инвалидов, школа на 40 учеников (преобразованная позже в ремесленное училище), Ксеньинская церковно-приходская школа на 300 учащихся, школа соломоплетения для девочек.
К 1890-м годам возникла необходимость перенести музей в новое отдельное здание. Морское ведомство по указанию императора Александра III выделило участок земли в 126 кв.м по Екатерининской ул.(ныне ул. Ленина). 28 июня 1892 года началось и 5 октября 1895 года было завершено строительство нового здания для музея по проекту академика А. М. Кочетова. Было затрачено 150 тыс. рублей, из них 100 тысяч затратили морские и военные ведомства, причём последнее выделило также и участок под его постройку. Здание было выполнено в строгом классическом стиле, с чугунными и бронзовыми украшениями. На главном фасаде был изображён «севастопольский знак»: крест и число 349, означающее количество дней обороны. Боковые фасады были украшены чугунными арматурами, изображающими части парусных кораблей, пушки, прикрытые бронзовыми знаменами. Украшения фасадов и интерьера были выполнены по проекту одесского скульптора Б. В. Эдуардса. В чине капитана 2-го ранга первым смотрителем (директором) Военно-исторического музея обороны Севастополя стал Н. И. Костомаров, Георгиевский кавалер, в годы обороны командир батареи №38 (батарея Костомарова)[3][4].
После падения монархии и Гражданской войны музей был реорганизован, экспозиции пополнились экспонатами, отражающими события на Черноморском флоте в 1905–1917 гг.
В 1926 году музей был разделён на два отдела: 1-й этаж стал Музеем революции, а 2-й этаж — Музеем Крымской войны.
В 1932 году была проведена новая реорганизация — 2 отдела превратились в 2 самостоятельных музея: Музей революции и Музей Крымской войны. А в 1940 году оба музея были снова объединены в один — Военно-исторический музей Черноморского флота с подчинением ленинградскому Центральному военно-морскому музею под руководством Политуправления Черноморского флота СССР.
В период второй обороны Севастополя во время Великой Отечественной войны музей продолжал работать и пополняться экспонатами, которые приносили защитники города. Часть наиболее ценных экспонатов была эвакуирована в Баку, затем в Ульяновск. Оставленная часть экспозиция из-за того, что здание музея было частично разрушено, была переведена в здание картинной галереи. После освобождения Севастополя от фашистов здание было восстановлено с активным участием кандидата архитектуры В.П. Петропавловского. Эвакуированные экспонаты были возвращены в Севастополь и 15 августа 1948 года в День Военно-Морского Флота после ремонта Музей Черноморского флота был торжественно снова открыт для посетителей. В послевоенной экспозиции музея была представлена героическая история Черноморского флота с 1783 по 1945 год.
С 31 декабря 2020 года Музей Черноморского флота является филиалом Центрального военно-морского музея имени императора Петра Великого.
Ежегодно музей посещают около 80 тысяч человек. Начальник музея — капитан 3 ранга Солинский Сергей Петрович.

## Коллекция
Русская общественность собрала значительные средства и большое количество материалов, среди которых были личные вещи руководителей обороны города В. А. Корнилова и П. С. Нахимова, картины известных русских художников И. К. Айвазовского, Ф. А. Рубо. В дальнейшем из коллекции императора Александра II в дар музею была передана картина И. К. Айвазовского, великие князья передали саблю командующего турецкой эскадрой Осман-паши, подзорную трубу П. С. Нахимова, вдова М. П. Лазарева передала в дар музею его награды. По каталогу 1913 года в музее уже насчитывалось свыше двух тысяч экспонатов, в середине 2000-х годов — свыше 30 тысяч экспонатов.

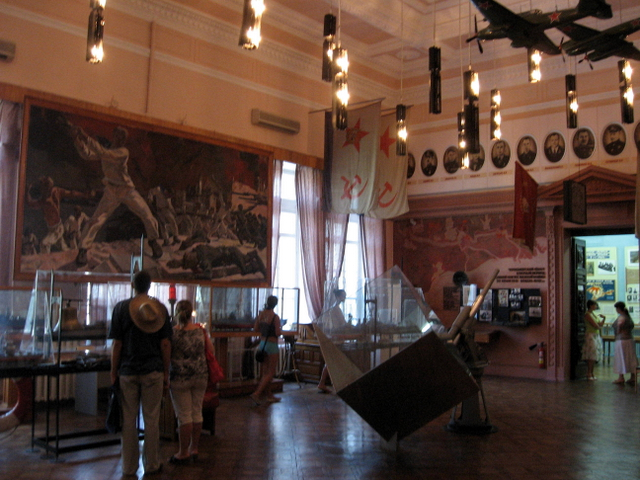
Один из залов музея
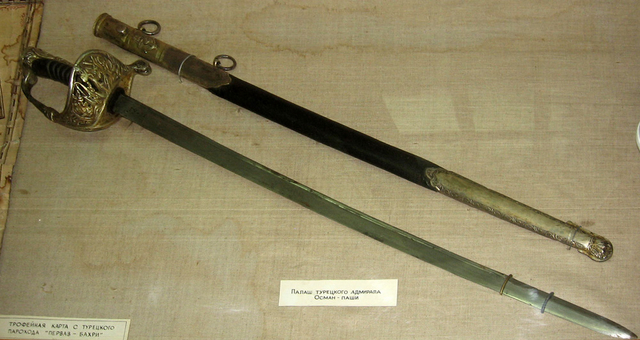
Палаш турецкого адмирала Осман-паши, который он передал русскому адмиралу Павлу Нахимову после Синопского сражения
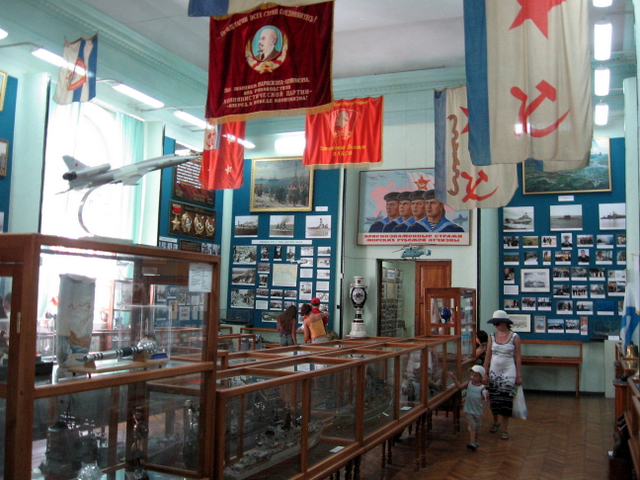
Зал, посвящённый истории Черноморского флота в советский период

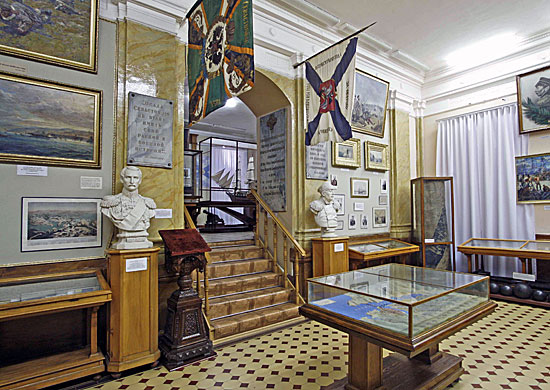
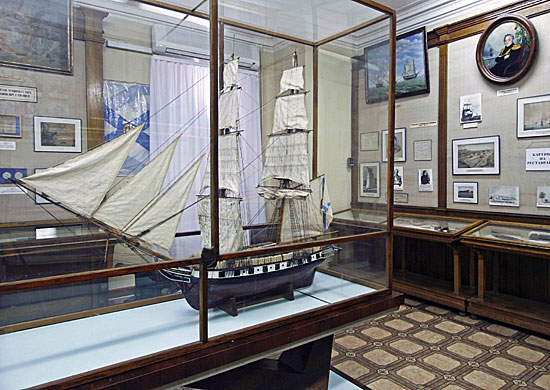
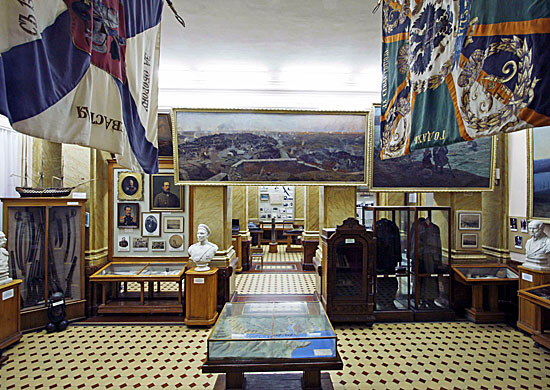
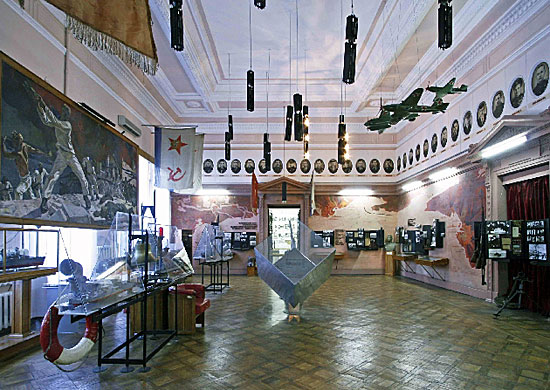